# Marienetta Jirkowsky
Marienetta Jirkowsky est née le 25 août 1962 à Bad Saarow et morte le 22 novembre 1980 à Berlin, est une des victimes du mur de Berlin.

## Biographie
Née à Bad Saarow alors en RDA, elle grandit à Spreenhagen dans le Brandebourg. Ouvrière textile qualifiée, elle rencontre Peter W. au printemps 1980. Bien qu'il soit violent avec elle, le couple se fiance à la majorité de Jirkowsky en août 1980. 
Le 22 novembre 1980, avec un de leurs amis, Marienetta Jirkowsky et Peter W. se rendent dans le quartier de Hohen Neuendorf qui longe le mur de Berlin dans l'intention de le franchir avec une échelle. À 3 h 30, les trois amis décident de traverser la frontière mais lorsque Jirkowsky — la dernière à passer — saute l'avant-dernier mur, l'alarme se déclenche. Alors qu'ils sont en train de passer le dernier mur, elle est touchée par plusieurs balles et tombe à terre tandis que ses amis arrivent à passer. Prise en charge par les gardes-frontières ouest-allemands, elle est transportée à l'hôpital mais meurt de ses blessures à 11 h 30 le jour même.
Marienetta Jirkowsky est la plus jeune des huit femmes tuées au mur de Berlin, parmi un total de 140 victimes.